# Darina (Künstlerin)

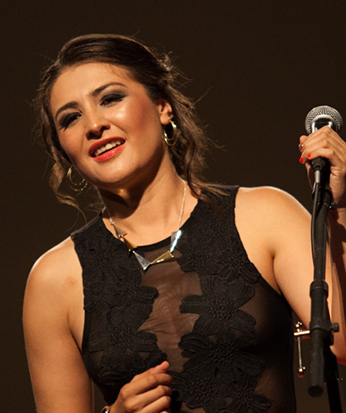
Darina, 2017

Darina (* 28. Juli 1980 in Pachuca als Darina Marquez Uribe) ist eine mexikanische Sängerin, Songschreiberin, Schauspielerin, Fußballspielerin und Politikerin.

## Leben und Karriere

### Musik
Während ihres Studiums als Sängerin am National Institute of Fine Arts in Mexiko-Stadt arbeitete Darina Mitte der 1990er-Jahre als Radiomoderatorin und Frontfrau einer Rockband. Im November 2002 belegte sie den ersten Platz in der ersten Staffel der mexikanischen interaktiven Castingshow Operación Triunfo México.
Nach dem Gewinn und dem Start ihrer ersten beiden musikalischen Produktionen (beide mit Doppelplatin ausgezeichnet) vertrat sie Mexiko im internationalen Wettbewerb WorldBest (vorher EuroBest), der 2003/2004 in Cannes stattfand. Darina konnte sich 2004 unter den vier Finalisten positionieren. Sie war an der Produktion von La Voz México (Staffel 2 bis 5) beteiligt und wurde als Gesangstrainerin für La voz Kids engagiert.
Seit ihrem Debütalbum im Jahr 2003 konnte sie eine Reihe von Hits in den Charts platzieren, darunter Déjame Conmigo, Vive, Cansada, No Sé, Sin Coincidir, Libertad oder De Corazón a Corazón. Die Songs wurden von verschiedenen Plattenlabels veröffentlicht, darunter das deutsche BMG Ariola, das spanische Vale Music, Dara Prod. und das amerikanische Label Universal Music Group. In ihren insgesamt vier Studioalben versuchte sich in unterschiedlichen Genres wie Flamenco, Rock, Bolero, Ranchera, Pop und Jazz. Ihr Live-Album „Acústico '04“ erreichte 2020 den zweiten Platz der mexikanischen Verkaufscharts.
Am 15. Februar 2023 leitete sie ein Konzert in der Stadt Pachuca mit einem Symphonieorchester, eine Veranstaltung, die von der Regierung des Bundesstaates Hidalgo und dem Sekretariat für Kultur organisiert wurde.

### Sport
1994 begann Darina ihre Karriere im Profisport. In diesem Jahr war sie eine der Gründerinnen der ersten Frauenmannschaft des „Tuzas del Pachuca Soccer Club“. Im Alter von 15 Jahren trat sie dem Hidalgo State Team bei und wurde in den 1990er Jahren in die Frauen-Nationalmannschaft berufen. Sie engagiert sich als Sponsorin des Fußballvereins „Atletico Darina“ für Kinder und Jugendliche in Mexiko.

### Politik
2018 kandidierte sie für den Senat der Republik, 2020 für die Präsidentschaft des Stadtrats von Pachuca. In beiden Fällen wurde sie jedoch nicht gewählt. Schwerpunktthemen ihrer Politik sind die Rechte von Frauen, Mädchen und Jugendlichen. Sie war Beauftragte von Kommunal- und Bundesbehörden für die Rechte von Kindern und für die Rechte von Tieren.